# Comanchería
Comanchería (en comanche: Nʉmʉnʉʉ Sookobitʉ ‘Tierra Comanche’) es el nombre que habitualmente recibía la región noreste de Nuevo México, el oeste de Texas y zonas cercanas ocupadas por los comanches antes de 1860.

## Geografía
El área tenía límites imprecisos y varió con el tiempo pero generalmente se consideraba que sus límites eran la Escarpadura de Balcones al sur, al norte de San Antonio, Texas; continuaba hacia el norte a lo largo de la Travesía de los Leños (hoy más conocida por el nombre en inglés que le dieron los estadounidenses: Cross Timbers) para terminar abarcando un área al norte que incluía el río Cimarrón y el curso superior del río Arkansas al este de las Montañas Rocallosas o Rocosas.
La frontera occidental de la Comanchería estaba delimitada por la Escarpadura de Mescalero y el río Pecos y seguía hacia el norte a lo largo del límite de los asentamientos españoles de Santa Fe de Nuevo México. La región abarcaba (según divisiones actuales) el oeste de Texas, el Llano Estacado, el Mango de Texas, la Meseta de Edwards (incluyendo el Texas Hill Country), el este de Nuevo México, el Mango de Oklahoma, las Montañas de Wichita y grandes porciones de Colorado y Kansas.

## Apachería
Antes de que los comanches se extendieran desde el actual Wyoming a principios del siglo XVIII las tierras entonces conocidas como Comanchería eran el hogar de multitud de pueblos, la más importante de ellas era la de los apaches. Gran parte de la región era conocida con anterioridad como Apachería.

## La Comanchería como imperio
Pekka Hämäläinen (2008) afirma que entre la década de 1750 y la de 1850 los comanches fueron el grupo dominante en el suroeste y el territorio que dominaban era la Comanchería, horda nomádica que Hämäläinen califica de «imperio». Enfrentados a los puestos fronterizos de los españoles, mexicanos y estadounidenses en la periferia de Nuevo México, Texas, Luisiana y México, trabajaron para mejorar su propia seguridad, prosperidad y poder. Los comanches usaron su poder militar para obtener suministros y mano de obra de los estadounidenses, mexicanos y otros indios mediante saqueos, tributos y secuestros.
Aunque alimentado por la violencia, el imperio comanche era principalmente una organización económica que hacía uso de dicha violencia para extender su influencia y que estaba basada en una compleja red comercial que facilitaba el comercio a larga distancia. En su trato con sus vasallos indios los comanches extendieron su lenguaje y su cultura por toda la región mientras forjaban alianzas con unos u otros según conviniese mejor a sus intereses de ese momento que solían tener que ver con su guerra con los apaches, sus enemigos a lo largo de todo su periodo de dominio de las llanuras y fuente habitual de su comercio de esclavos, cautivos y rescates.
Su imperio se derrumbó cuando sus aldeas se vieron repetidamente diezmadas por epidemias de viruela y cólera desde finales de la década de 1840. La más importante fue una epidemia de cólera en 1867 que era el culmen a una serie de epidemias de viruela, enfermedad que ya en 1781 había provocado una enorme mortandad y que afectó con virulencia a los comanches varias veces a mediados del siglo XIX en 1839, 1848, 1851 y 1862, poco antes de la aparición del cólera. Las sucesivas epidemias, y el hecho de haber alcanzado el límite de muertes de bisontes que permitía que las manadas no se resintieran al mismo tiempo que los cazadores angloeuropeos hacían su aparición, provocaron una disminución de la población desde los aproximadamente 45 000 comanches durante la cima de su poder hasta los 20 000 antes de las epidemias del siglo XIX, 12 000 tras el paso de la viruela y hasta los menos de 8000 tras la epidemia de cólera de 1867 y el comienzo de las hostilidades con el gobierno estadounidense.

## Pueblos vecinos
Hacia el oeste, sudoeste y sudeste de la Comanchería se extendían grandes territorios de diversos grupos apaches hostiles que se solapaban y formaban una especie de tierra sin ley que fue el objeto de fuertes disputas entre los dos pueblos y que los comanches fueron poniendo bajo su control mientras expulsaban a los apaches cada vez más hacia el sur y el oeste. Además de eso los comanches debían pasar a través de la peligrosa Apachería en su ruta hacia el sur hasta México para llevar a cabo incursiones y volver a cruzarla con sus capturas. Sus aliados, los kiowa y los kiowa-apache habitaban los salientes (panhandle) de Oklahoma y Texas junto a los comanches.
Al noroeste de la Comanchería vivían sus enemigos ute (aliados al principio de su expansión) y shoshone (pueblo indígena del que son originarios los comanches), al noreste se asentaron sus enemigos, los poderosos osage, y al norte se hallaban los también antagonistas pawnee. Mientras, dentro de ella y contiguos a la Comanchería vivían sus aliados wichita, tawakoni, wako (del español hueco, eran una subtribu de los wichita) y hasinai. Al este vivían los caddo y más tarde los cheroqui y al sudeste se asentaron sus antiguos aliados, los tonkawa, que luego pasaron a ser rivales tras la expulsión de los apaches de las llanuras. Al norte los cheyenne y arapahoe del sur obligaron a los comanches a reconocer el río Arkansas como su frontera norte.
Además de estos contactos los comanches llevaron a cabo numerosas iniciativas comerciales con los pueblo de Nuevo México y los asentamientos españoles alrededor de San Antonio, Texas. En este intercambio ilegal de armas, caballos, cautivos y otros bienes los comancheros (comerciantes pueblo y neomexicanos) actuaban como intermediarios. Por su parte los ciboleros compitieron con los comanches en la caza del bisonte. La lengua comanche se convirtió en la lingua franca de las llanuras del sur. En 1786, los comanches, debilitados tras una mortífera epidemia de viruela que se extendió por Norteamérica entre 1780 y 1781, firmaron una serie de tratados con el Imperio español y con los yutas firmando la paz entre los tres bandos y sellando una alianza contra las bandas de apaches hostiles y una nominal sumisión al virreinato de Nueva España que se alargaría hasta su colapso en 1821, momento en el cual, con México ya independizado, comenzarían de nuevo las fricciones entre comanches y la nueva autoridad proveniente de Ciudad de México.